# Grèce aux Jeux olympiques d'été de 1952
L'équipe olympique grecque participe aux Jeux olympiques d'été de 1952 à Helsinki. Elle n'y remporte aucune médaille. Nikólaos Sýllas est le porte-drapeau d'une délégation grecque comptant 48 sportifs (48 hommes).